# Universidade pontifícia

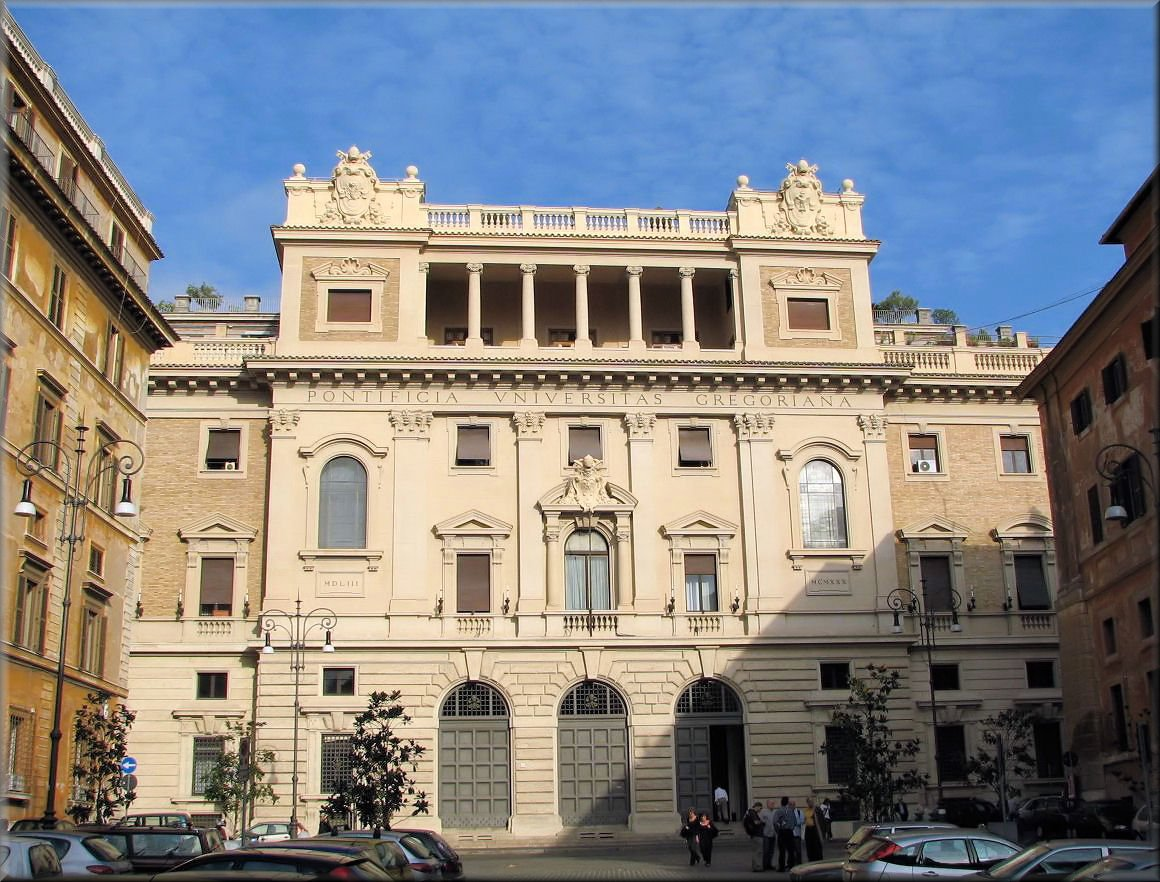
Pontifícia Universidade Gregoriana.

Universidade pontifícia ou Pontifícia Universidade é o título que recebem algumas universidades católicas romanas e todas as universidades eclesiásticas. Essa categoria só pode ser outorgada pela autoridade direta da Santa Sé. É regida pelo Código de Direito Canónico de 1983, artigos 815 e seguintes, segundo os quais é outorgada para conceder graus académicos em teologia sagrada, direito canónico, sagradas escrituras e filosofia. Na prática, muitas dessas universidades concedem também outros graus académicos. Estas universidades são governadas pela constituição apostólica Veritatis gaudium promulgada pelo Papa Francisco.

## Título e missão
Como sinal de um mais estreito vínculo com a Igreja Católica, a uma universidade católica pode-lhe ser concedido, pela Congregação de Seminários e Institutos de Estudos, o título honorífico de Pontifícia. Este título se dá geralmente pela tradição académica e o trabalho que cumpre a instituição. Assim as universidades católicas mais antigas geralmente são Universidades Pontifícias, e todas as universidades eclesiásticas, dados o seu trabalho e missão também o são.
Na região ou país em que está localizada, uma universidade honrada com o título de Pontifícia procurará sobressair, tanto pelas suas qualidades como universalidade, como pela qualidade da sua identidade e testemunho católicos.

## Qualidade e classificação
Na Europa, as universidades pontifícias seguem um sistema europeu de transferência e acumulação de créditos, concedendo o grau (ou também chamado de licenciatura), o mestrado e o doutoramento eclesiásticos. Estes graus eclesiásticos são pré-requisitos para certos cargos na Igreja Católica Romana, especialmente considerando que os candidatos a bispo são selecionados principalmente entre os sacerdotes que são doutores de teologia sagrada ou de direito canónico e que os juízes e canonistas eclesiásticos devem ter pelo menos o Grau (ou também chamado Licenciatura) de Direito Canónico.
As faculdades e universidades pontifícias são geralmente não-denominacionais, pois aceitam qualquer pessoa independentemente do mérito académico, religião ou afiliação denominacional, raça ou etnia, nacionalidade ou estado civil, desde que os requisitos de admissão ou matrícula e documentos legais sejam submetidos e as regras e regulamentos sejam obedecidos para uma vida frutífera no campus. No entanto, algumas faculdades ou graus e disciplinas podem ser apenas para católicos, e os não-católicos, sejam eles cristãos ou não, podem ser dispensados de participar das atividades do campus exigidas, especialmente aquelas de natureza religiosa.
As universidades pontifícias não são classificadas por serviços de classificação de qualidade internacional e as teses de pesquisa de estudantes não são publicadas no reportório académico. Portanto, é impossível ter informações sobre os métodos de avaliação do aluno ou a transparência nos graus nominativos. Em 2003, a Santa Sé participou no Processo de Bolonha, com uma série de reuniões e acordos entre estados europeus concebidos para promover padrões de qualidade comparáveis na educação superior, e no "Grupo de Acompanhamento de Bolonha". O Papa Bento XVI erigiu a Agência para a Avaliação e Promoção da Qualidade em Universidades e Faculdades Eclesiásticas (AVEPRO), uma tentativa de promover e desenvolver uma cultura de qualidade dentro das instituições eclesiásticas e permitir-lhes visar o desenvolvimento de critérios de qualidade internacionalmente válidos.
Em comparação com as universidades seculares, que são instituições académicas para o estudo e ensino de uma ampla gama de disciplinas, as universidades eclesiásticas ou pontifícias são "geralmente compostas de três principais faculdades eclesiásticas, teologia, filosofia e direito canónico, e pelo menos uma outra faculdade. Uma universidade pontifícia dirige-se especificamente à revelação cristã e às disciplinas correlacionadas com a missão evangelizadora da Igreja Católica, conforme estabelecido na constituição apostólica Sapientia christiana".. Foi substituída pela Constituição Apostólica Veritatis Gaudium do Papa Francisco, em 08/12/2017.

## Universidades
O funcionamento de uma Universidade Pontifícia dependerá se esta é uma Universidade católica ou uma Universidade eclesiástica. Não obstante dado o seu título tem uma dependência direta da Santa Sé.

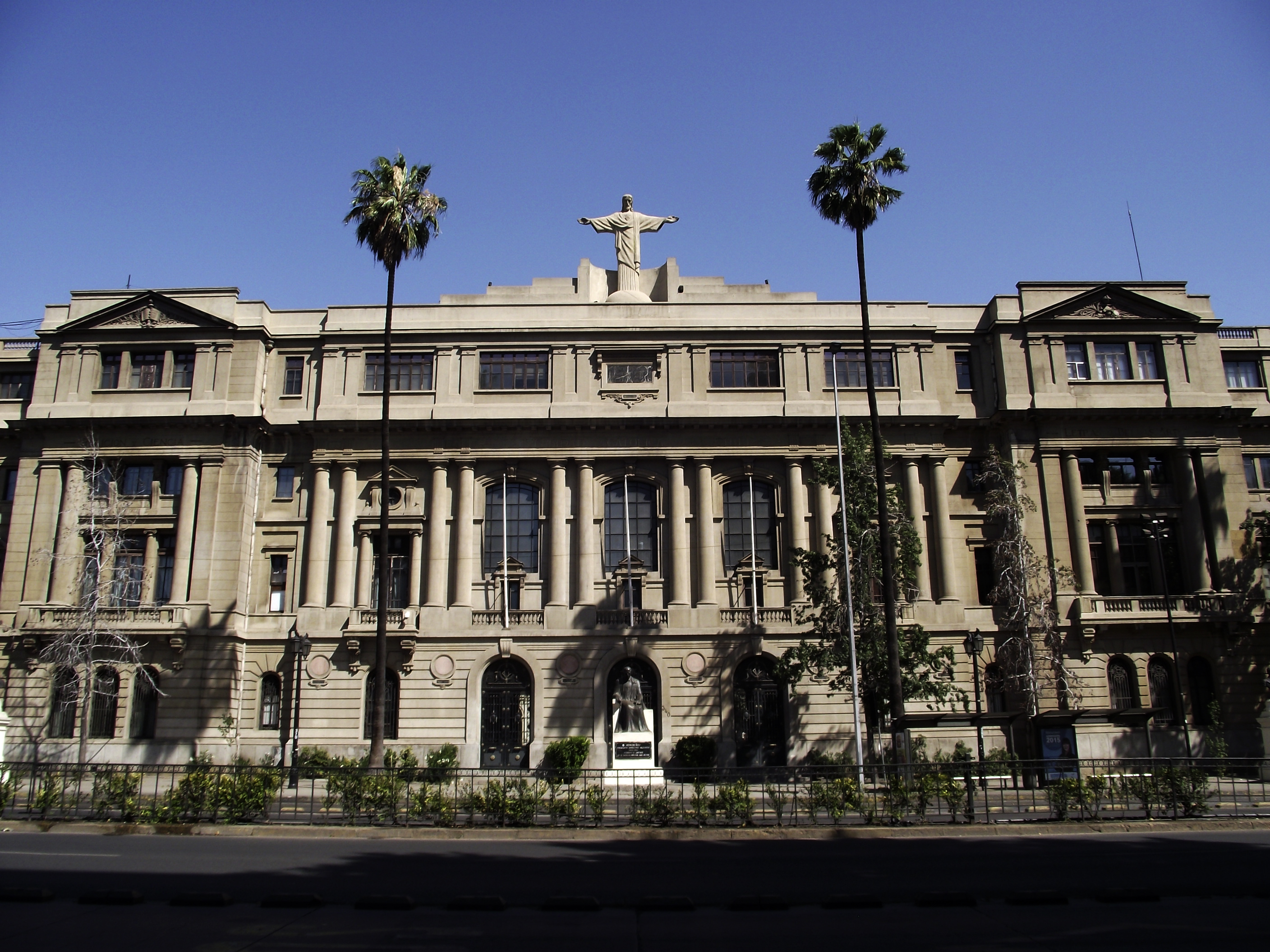
Casa Central da Pontifícia Universidade Católica do Chile.

Devido ao seu trabalho eminentemente eclesiástico, todas as Universidades eclesiásticas gozam do título de Pontifícia.
Por outro lado há algumas Universidades Pontifícias que não são Universidades eclesiásticas, mas apenas Universidades católicas, como é o caso da Pontifícia Universidade Católica de Valparaíso e da Pontifícia Universidade Católica Madre y Maestra..
As Universidades pontifícias mais antigas do mundo são a Pontifícia Universidade São Tomás de Aquino, a Pontifícia Universidade Gregoriana, entre outras.

## Lista de instituições pontifícias de educação superior
Fonte: Annuario Pontificio
- Alemanha

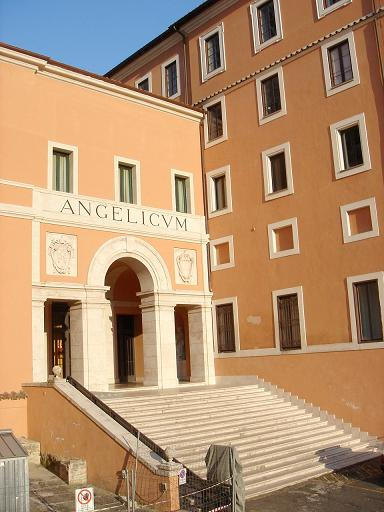
A Universidade Pontifícia de São Tomás de Aquino (Angelicum), Roma (Itália).

  - Universidade Católica de Eichstätt-Ingolstadt
- Argentina
  - Pontifícia Universidade Católica da Argentina
- Austrália
  - Instituto Católico de Sydney
  - Universidade Católica Australiana
  - Universidade de Notre Dame
- Bélgica
  - Universidade Católica de Louvain
  - Katholieke Universiteit Leuven
  - Colégio Pontíficio Belga
- Bolívia
  - Universidad Mayor Real y Pontificia San Francisco Xavier de Chuquisaca
- Brasil
  - Pontifícia Universidade Católica de Campinas
  - Pontifícia Universidade Católica de Goiás
  - Pontifícia Universidade Católica de Minas Gerais
  - Pontifícia Universidade Católica de São Paulo
  - Pontifícia Universidade Católica do Paraná
  - Pontifícia Universidade Católica do Rio de Janeiro
  - Pontifícia Universidade Católica do Rio Grande do Sul
  - Universidade Católica Dom Bosco
  - Universidade Católica de Santa Catarina
  - Universidade Católica de Petrópolis
  - Universidade Católica Rainha do Sertão
  - Faculdade Católica do Maranhão
  - Pontifícia Faculdade de Teologia Nossa Senhora da Assunção
  - Universidade Católica do Salvador;
  - Universidade Católica de Santos;
  - Universidade Católica de Brasília;
  - Universidade Católica de Pernambuco;
  - Faculdade Católica do Tocantins;
  - Universidade Católica de Pelotas;
  - Universidade Franciscana
  - Unisinos - Universidade do Vale dos Sinos
  - Faculdade Católica do Amazonas
- Camarões
  - Universidade Católica da África Central
- Canadá Entrada principal do Campus da Pontifícia Universidade Católica Madre y Maestra.
  - Universidade Laval

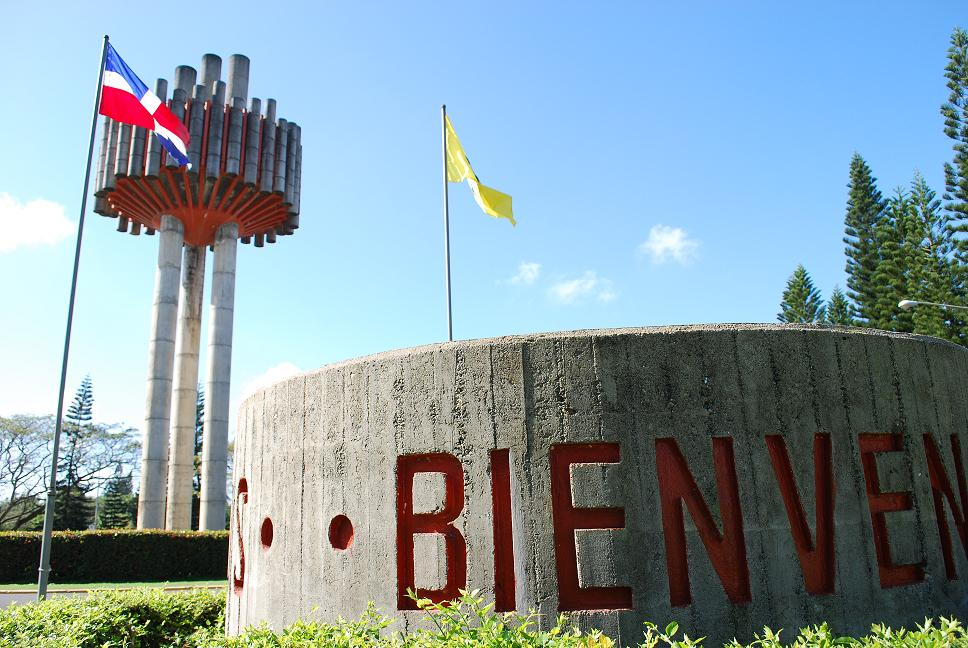
Entrada principal do Campus da Pontifícia Universidade Católica Madre y Maestra.

  - Instituto Pontifício de Estudos Medievais
  - Universidade de Saint Paul
  - Universidade de Sherbrooke
- Chile
  - Pontifícia Universidade Católica do Chile
  - Pontifícia Universidade Católica de Valparaíso
- Colômbia
  - Pontificia Universidad Xaveriana
  - Universidad Pontificia Bolivariana
- Croácia
  - Faculdade de Filosofia de Zagreb
- Cuba
  - Universidade Católica de São Tomás de Villaneuva
- Equador
  - Pontificia Universidad Católica del Ecuador
- Espanha
  - Universidade de Navarra
  - Universidade Pontifícia de Salamanca
  - Universidade Pontifícia Comillas;
  - Universidade de Deusto
- Estados Unidos da América
  - Universidade Católica da América
  - Universidade Georgetown
  - Universidade de Notre Dame
  - Universidade de Niagara
  - Pontifical College Josephinum
  - Pontifical Faculty of the Immaculate Conception
  - Universidade St. Mary of the Lake
- Filipinas
  - Pontificia y Real Universidad de Santo Tomás, Universidad Católica de Filipinas
- França
  - Centro Sèvres
  - Instituto Católico de Paris
  - Universidade Católica de Toulouse
  - Universidade Católica de Lille
  - Universidade Católica do Oeste
  - Universidade Católica de Lyon
- Guatemala Biblioteca Central Universidade Pontifícia Bolivariana, Medellín (Colômbia).

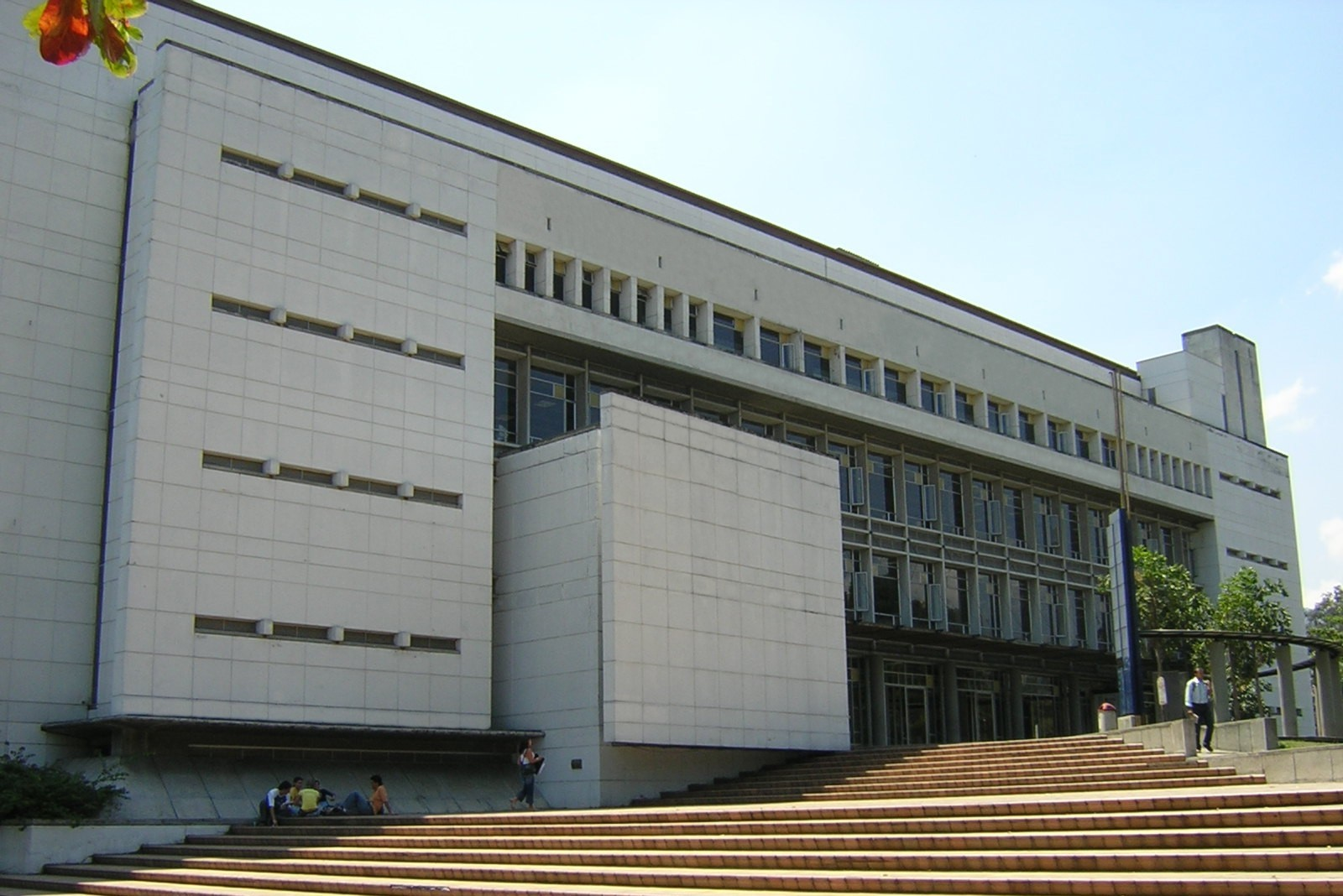
Biblioteca Central Universidade Pontifícia Bolivariana, Medellín (Colômbia).

  - Universidade de São Carlos de Guatemala
- Hong Kong
  - Seminário Espírito Santo
- Hungria
  - Universidade Católica Pázmány Péter
- Índia
  - Pontifício Ateneu de Filosofia e Religião
  - Pontifício Instituto de Teologia e Filosofia
  - Pontifício Instituto Oriental de Estudos Religiosos
  - Pontifício Instituto de Filosofia e Teologia São Pedro
  - Pontifício Ateneu de Filosofia e religião Dharmaram Vidya Kshetram
  - Faculdade de Teologia Vidyajyoti
  - Instituto de Filosofia e Cultura Satya Nilayam
  - Faculdade de Teologia de Ranchi
- Indonésia
  - Pontifícia Faculdade de Teologia Wedabhakti
- Iraque
  - Universidade Católica de Erbil
- Irlanda
  - Pontifícia Universidade de Maynooth
  - Instituto de Filosofia e Teologia Milltown
- Israel
  - Escola Biblíca e Arqueológica Francesa
- Itália
  - Pontifícia Universidade de Santo Antônio;
  - Pontifícia Universidade de São Boaventura;
  - Pontifícia Universidade Santo Tomás de Aquino;
  - Universidade Católica do Sagrado Coração;
  - Ateneu Pontifício Regina Apostolorum;
  - Pontifícia Universidade Urbaniana;
  - Pontifícia Universidade Gregoriana;
  - Pontifícia Universidade Lateranense;
  - Pontifícia Universidade Salesiana;
  - Pontifícia Universidade da Santa Cruz;
  - Pontifícia Universidade Antonianum
  - Pontifício Instituto Bíblico
  - Pontifício Instituto Oriental
  - Academia Pontifícia Alfonsiana
  - Pontifício Instituto de Estudos Árabes e Islâmicos
  - Pontifícia Faculdade Teológica Teresianum
  - Pontifício Instituto de Música Sacra
- Irlanda
  - Universidad Pontificia de Maynooth
- Japão
  - Universidade Sofia
- Líbano
  - Universidade São José de Beirute
- México
  - Universidade Pontifícia do México
- Países Baixos
  - Universidade Católica de Nijmegen
- Panamá
  - Universidade Católica Santa María La Antigua
- Paraguai
  - Universidade Católica de Nossa Senhora de Assunção
- Peru
  - Faculdade de Teologia Pontifícia e Civil de Lima
  - Pontifícia Universidade Católica do Peru
- Polônia
  - Pontifícia Universidade João Paulo II
  - Pontifícia Academia de Teologia
  - Pontifícia Faculdade de Teologia (Varsóvia)
  - Pontifíca Faculdade de Teologia (Wrocław)
  - Universidade Católica de Lublin
- Portugal
  - Universidade Católica Portuguesa
- Porto Rico
  - Pontificia Universidad Católica de Puerto Rico
- República Dominicana
  - Pontifícia Universidade Católica Madre y Maestra
- República Democrática do Congo
  - Faculdade Católica de Kinshasa
- Taiwan
  - Universidade Católica Fu Jen
- Uruguai
  - Universidade Católica do Uruguai Dámaso Antonio Larrañaga
- Venezuela
  - Universidade Católica Andrés Bello